# 浮田桂造
浮田 桂造（うきた けいぞう、1846年3月2日（弘化3年2月5日）- 1927年（昭和2年）9月16日）は、明治期の実業家、政治家。衆議院議員、大阪商業会議所会頭。旧姓・梅咲。

## 経歴
大和国（現奈良県）で梅咲善六の二男として生まれ、1870年（明治3年9月）五龍円の販売で知られた売薬卸小売業・先代浮田桂造の養子となり、1871年（明治4年）家督を相続し浮田桂造を襲名した。
1873年（明治6年）10月、南大組第6区安堂寺橋通4丁目戸長に就任。南大組第6区3等戸長、第2大区6小区3等戸長、第2大区4小区2等戸長兼5等学区取締、書籍館掛、中学校事務掛、学監などを歴任。1880年（明治13年）9月、南区会議員に選出され、臨時町村連合会議員を経て、同年10月、大阪府会議員に就任し、同常置委員も務めた。南区教育会員、同衛生会員、同区会議員を務め、1884年（明治17年）5月、大阪府会議員に再選され、衛生会議員、育英小学校担当学務委員、教育会員、府会常置委員、同区部会副議長を務めた。1887年（明治20年）12月、改選により常置委員、区部会副議長を退任し、1889年（明治22年）9月、大阪市南区長に就任し1890年（明治23年）6月に辞任した。
1890年（明治23年）7月、第1回衆議院議員総選挙に大阪府第3区から出馬して当選し、その後、第2回総選挙でも当選し、衆議院議員を連続2期務めた。
家業に従事し、1887年（明治20年）には天満紡績会社、大阪鉄道の設立に参画した。その他、大阪舎密工業社長、東洋木材防腐取締役、関西水力電気取締役、共同火災海上運送保険監査役、北浜銀行監査役、浪速銀行監査役、大阪商業会議所議員、同副会頭、同会頭などを務めた。

## 親族
- 妻 浮田よね（養父長女）[1]